# Sant Joan de Sispony
Sant Joan de Sispony és una església d'època barroca del poble de Sispony a la parròquia andorrana de la Massana, declarada Bé d'interès cultural.
L'església va ser construïda l'any 1641, data inscrita sobre la porta. Va substituir l'antiga església romànica de Sant Joan Vell, localitzada a la sortida del poble prop del cementiri, de la que només queden unes restes sepultades.
És una església de planta rectangular amb la sagristia adossada al mur de ponent. La porta d'entrada és en la façana de llevant, amb arc de mig punt i un òcul a sobre. Al costat de la porta hi ha adossat el campanar de torre de cinc pisos, amb espitlleres en els tres primers i finestres més grans cobertes amb arc de mig punt en els dos pisos superiors.
La nau està coberta amb volta de canó. Conserva una talla gòtica de sant Joan i una marededeu. L'absis està decorat amb pintures murals del segle xix.

## Història
L'església barroca de Sant Joan de Sispony fou construïda al segle xvii, en concret l'any 1641, segons les dues inscripcions conservades a sobre de la porta d'entrada de l'edifici. L'edifici tenia una planta rectangular en creu, amb una nau central i dues capelles laterals que sobreeixien a l'alçada de l'entrada del presbiteri, un campanar integrat dins de la mateixa nau a la seva cantonada nord-est, i un presbiteri amb un altar major advocat a sant Joan Evangelista.
Possiblement, també tindria un tancat, que en delimitaria l'espai cementirial pels costats est i sud de l'edifici, tot i que durant el segle passat fou desafectat, i es traslladà a la seva nova ubicació, just a l'entrada del poble.
Posteriorment, l'any 1867, l'església va ser modificada i restaurada, redecorant-se'n tot l'interior, obra del pintor Josep Oromí de la Seu d'Urgell. També es van aixecar la coberta i el bastiment a la nau d'una falsa volta de canó de fusta 
coberta amb guix. Segons sembla, en aquest moment s'enderrocà la capella lateral de la façana sud, i es construí la sagristia que s'adossa a la cantonada sud de la façana oest de l'església, tot just darrere del presbiteri.
Finalment, entre les dècades dels 50 i els 60 del segle passat, amb motiu de l'eixamplament del camí dels Coberts s'enderrocà la capella lateral que encara es conservava a la façana nord.

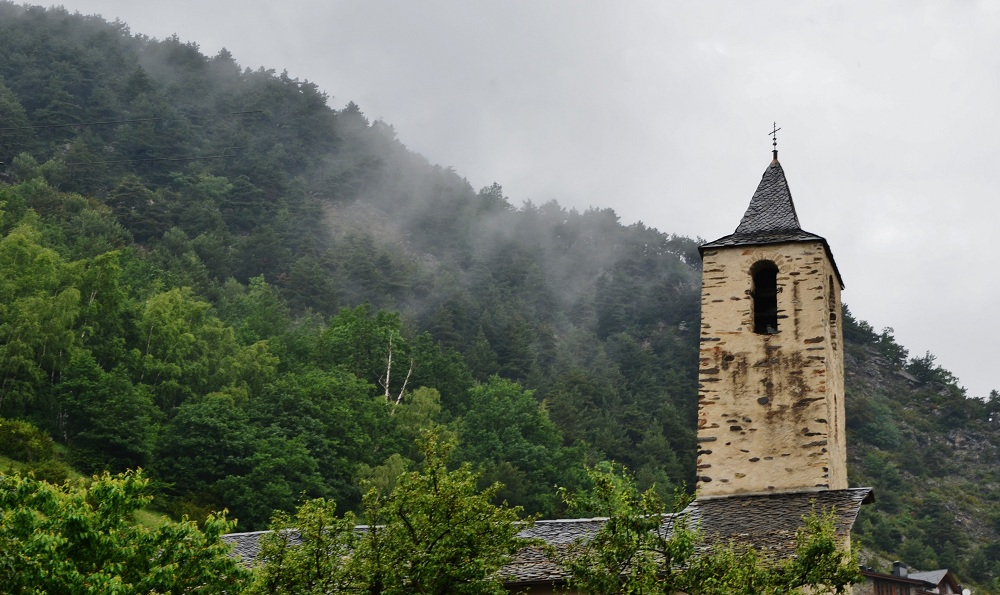
Detall del campanar

Entre els anys 1987 i 1993 es realitzaren importants treballs de restauració per resoldre greus problemes de conservació, 
la qual cosa va permetre restituir-ne la unitat estètica.
Actualment, l'església de Sant Joan de Sispony presenta una planta rectangular de 16 metres de llarg per 9,3 metres d'amplada, amb un petita estança quadrangular adossada a la façana oest destinada a sagristia. La porta d'entrada de l'església s'obre a la façana de llevant, i presenta un arc de mig punt adovellat, i tres esgraons de baixada que permeten l'accés a la nau, que 
presenta una falsa volta de canó de fusta coberta amb guix. El campanar de l'església (17 metres) s'integra dins de la mateixa nau, a la seva cantonada nord-est, és de planta quadrada amb cinc pisos. La coberta de l'església és de dues vessants, i a l'interior de la nau i just a sobre de la porta es localitza el cor, que rep llum d'un ull de bou. El recinte de l'església i de l'antic cementiri barroc es troba delimitat per un mur perimetral que confronta amb les cares sud i est de l'edifici, l'accés del qual es localitza just enfront de la façana principal de l'església. L'exterior de l'església es troba arrebossat i a sobre de l'arc de la porta es conserven les pedres gravades amb l'any de construcció de l'església, 1641. El cap del campanar s'adorna amb una altra creu forjada en ferro.

## Interiors
A l'interior de l'església es conserven les pintures murals realitzades per Josep Oromí l'any 1867, amb representacions del Santíssim Sagrament i la Passió de Crist a l'arc triomfal, i al fons de l'absis la representació de l'estructura d'un 
retaule barroc envoltada per dues columnes salomòniques, on hi ha la talla barroca de Sant Joan, mentre que a la volta de l'absis hi ha una cúpula amb dos cors travessats per una espasa.
A l'altar de l'església de Sant Joan es conserva un frontal de cuiro repujat, daurat i pintat a l'oli, amb decoració de 
motius ornamentals, datat del segle xviii. També es conserva una talla de sant Joan de factura gòtica, així com una talla barroca d'una Mare de Déu i el Nen. Una reixa de ferro forjat separa el presbiteri de la nau, de cronologia anterior al 1867.
Pel que fa al mobiliari de l'església de sant Joan Evangelista de Sispony, cal destacar la talla gòtica comparable amb la de sant Joan de Caselles, el frontal d'altar de cuiro del qual només existeix un paral·lel a sant Climent de Pal i les pintures murals que, amb les de la Mosquera i de l'Aldosa, són dels pocs exemples conservats al Principat. Aquest conjunt constitueix un valuós testimoniatge de l'art religiós a les valls d'Andorra.

## Context
Sant Joan Evangelista de Sispony constitueix un testimoni important de l'arquitectura d'època barroca a Andorra. S'inclou en un moviment representatiu de la religiositat moderna andorrana que afecta alguns edificis emblemàtics del país com són les esglésies parroquials de Canillo, Ordino i la Massana, i el santuari de Meritxell. A banda, amb sant Martí de la Cortinada i el santuari de Meritxell són les tres capelles no parroquials que conegueren les modificacions més grans del seu pla estructural en el segle xvii. Aquest fet il·lustra la importància que revestien aquest temples en la societat andorrana moderna.
En el cas de Sispony, l'esforç financer necessari per edificar la nova capella i, sobretot, per aixecar-ne el campanar mostra una clara voluntat, per part dels veïns del quart, per crear un lloc de culte que marqui fortament el paisatge de la vall de la Massana.